# بلو کریک (ویرجینیای غربی)
بلو کریک (به انگلیسی: Blue Creek) یک منطقهٔ مسکونی در ایالات متحده آمریکا است که در شهرستان کاناوا، ویرجینیای غربی واقع شده‌است. بلو کریک ۱۸۸٫۹۸ متر بالاتر از سطح دریا واقع شده‌است.